# Habenaria suaveolens
Habenaria suaveolens är en orkidéart som beskrevs av Nicol Alexander Dalzell. Habenaria suaveolens ingår i släktet Habenaria och familjen orkidéer. Inga underarter finns listade i Catalogue of Life.